# برهان قاطع

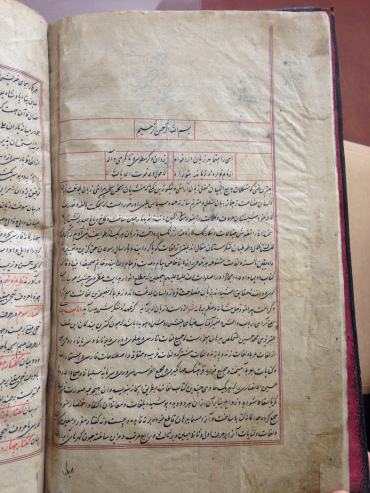
نسخة مخطوطة من البرهان القاطع - مكتبة ويلز الوطنية.

برهان قاطع هو قاموس فارسي في اللغات الفارسية الپهلوية وبعض اللغات التركية، من تأليف الشاعر برهان التبريزي.
الفه باسم السلطان عبد الله قطب شاه الذي توفي سنة 1083 هـ، وفرغ منه سنة 1062 هـ.
طبع الكتاب بإيران مرة سنة 1259 هـ، وأخرى سنة 1305 هـ.